# Турдаково (Дубьонський район)
Турда́ково (рос. Турдаково, ерз. Тыргак) — село у складі Дубьонського району Мордовії, Росія. Входить до складу Кабаєвського сільського поселення.

## Населення
Населення — 224 особи (2010; 330 у 2002).
Національний склад (станом на 2002 рік):
- мордва — 51 %
- ерзяни — 44 %